# كفر عين (إدلب)
كفر عين قرية سورية تتبع ناحية خان شيخون في منطقة معرة النعمان في محافظة إدلب. بلغ عدد سكانها 1234 نسمة في عام 2004 حسب إحصاء المكتب المركزي للإحصاء.